# Schildvortrieb

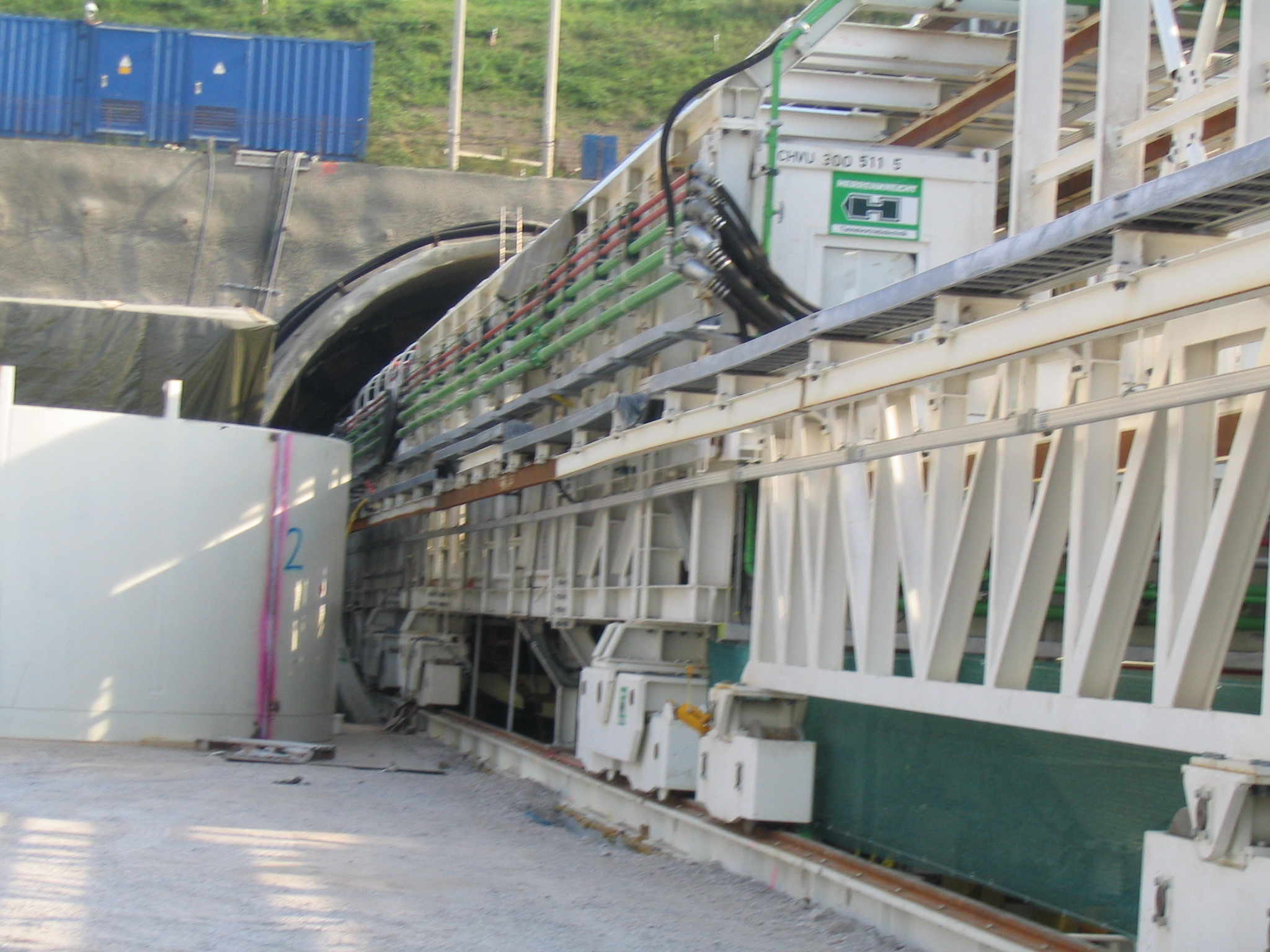
Schildvortriebsmaschine am Westportal des Wienerwaldtunnels/A

Der Schildvortrieb ist ein Bauverfahren des Tunnelbaus, bei dem die tunnelvortreibenden Arbeiter und Maschinen (z. B. Bagger, Fräsen, Tunnelbohrmaschinen) durch einen Schild (ein- oder mehrgliedrig) geschützt werden. Dieses maschinelle Verfahren kommt vorrangig beim Tunnelbau in nicht standfesten und verwitterten Felsformationen zum Einsatz.

## Geschichte
Der Schildvortrieb wurde von Sir Marc Isambard Brunel, einem emigrierten Franzosen, und Thomas Cochrane für den Bau des 400 Meter langen Thames Tunnels unter der Themse in London (1825–1843) entwickelt. Er ließ sich dafür vom Schiffsbohrwurm (Teredo navalis) inspirieren, einer Muschel, die sich mit den Raspeln – zu Zähnen zurückgebildeten Schalen – vorn ihren Weg gräbt und ihn hinter sich mit einer Röhre aus körpereigenen kalkhaltigen Sekreten sichert. Sie bohrt sich als Salzwasserbewohnerin mit Vorliebe durch Schiffsholz, daher der Name.

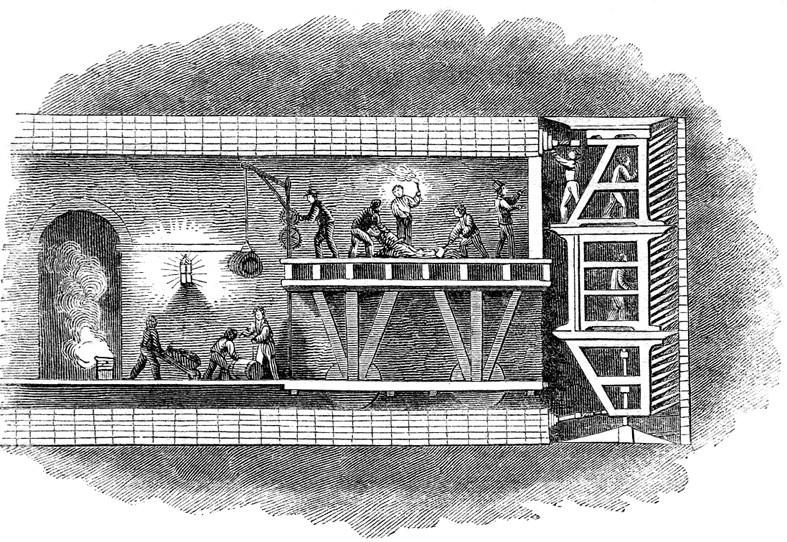
Bau des Themsetunnels nach einer zeitgenössischen Darstellung

Der Ingenieur entwickelte aus diesem Prinzip eine „vorne graben und hinten sichern“ genannte Bauweise, die er sich 1818 patentieren ließ. Er verfolgte mit ihr ein ehrgeiziges Projekt: Mitten in London begann er, einen 400 Meter langen Tunnel mit zwei Röhren im Schildvortrieb unter der Themse hindurch zu bauen. Seine Methode nutzte noch einen rechteckigen Kasten mit offenen Seiten, in dem Arbeiter neben- und übereinander an der „Vortriebswand“ (Ortsbrust) arbeiteten, während die seitlichen Wände gemauert wurden. Der Vortriebskasten wurde dabei immer ein Stück nachgerückt.
Eine Reihe von technischen Problemen und Wassereinbrüchen führten zu erheblichen Verzögerungen und machten das Vorhaben letztlich zum finanziellen Desaster. Obwohl der Tunnel selbst nach fast 20-jähriger Bauzeit 1843 fertiggestellt wurde, fehlte das Geld für Zufahrten und den Trassenbau zur Heranführung des gerade aufblühenden städtischen Schienenverkehrs. In dem renovierten Tunnel unterquert heute die East London Line, eine Linie von London Overground, die Themse.
Die Methode wurde von Sir Peter W. Barlow weiterentwickelt, der 1869 mit dem Bau eines Themsetunnels für die Londoner U-Bahn beauftragt wurde. Statt eines Kastens setzte er eine runde Vortriebsplatte ein, und die Abstützung erfolgte nicht mehr durch Mauerwerk, sondern durch Eisensegmente, die miteinander verschraubt werden – diese Stützsegmente sind die Vorläufer der heutigen Tübbings. Sein Assistent James Henry Greathead verbesserte die Technik weiter (Tower Subway) und erfand den nach ihm benannten Greatheadschild, mit hydraulischen Pressen zum Vortrieb und Überdruck zur Verhinderung von Wassereinbrüchen.

## Verfahrenskennzeichen
Eine Tunnelbohrmaschine für den Schildvortrieb verfügt über die folgenden Baugruppen, die mit dem Schild, einer stahlröhrenartigen Konstruktion, umgeben und damit geschützt werden:
- Abbauschild mit Vorschub- und Verspanneinrichtungen
- Einrichtungen für den Einbau von Stütz- und Ausbaumaßnahmen
- Einrichtungen zum Materialabtransport (Schutteranlagen)
- Versorgungseinheit (Strom, Druckluft, Bewetterung, Wasser)
- Transporteinrichtungen für Ausbruchsmaterial, Stützmittel und Ausbaumaterialien

Die Tunnelauskleidung – meist aus Betonfertigteilen (Tübbings) – wird im Schutze des hinteren Schildmantels, des sog. Schildschwanzes, eingebaut.

## Aufbau und Typen
Schildmaschinen gehören laut ÖVBB-Richtlinie Schildvortrieb von 2009 zu den Tunnelvortriebsmaschinen (TVM). Diese werden wie folgt eingeteilt:
- TVM – Tunnelvortriebsmaschinen:
  - TBM – Tunnelbohrmaschinen
    - Tunnelbohrmaschinen ohne Schild
      - TBM-O – Offene TBM bzw. Gripper TBM
      - TBM-A – Aufweitungstunnelvortriebsmachinen

    - Tunnelbohrmaschinen mit Schild („Geschildete Tunnelbohrmaschinen“)
      - TBM-S – Tunnelbohrmaschinen mit Einfachschild
      - TBM-DS – Tunnelbohrmaschinen mit Doppelschild

  - SM – Schildmaschinen
    - SM-V – Schildmaschinen mit vollflächigem Abbau („Geschildete Vollschnittmaschinen“)
      - SM-V1 – Schildmaschinen ohne Stützung der Ortsbrust
      - SM-V3 – Schildmaschinen mit Druckluft-Beaufschlagung
      - SM-V4 – Schildmaschinen mit Flüssigkeitsstützung
      - SM-V5 – Schildmaschinen mit Erddruckstützung
      - Sonderformen

    - SM-T – Schildmaschinen mit teilflächigem Abbau („Geschildete Teilschnittmaschinen“)
      - SM-T1 – Schildmaschinen ohne Stützung der Ortsbrust
      - SM-T2 – Schildmaschinen mit Teilstützung der Ortsbrust
      - SM-T3 – Schildmaschinen mit Druckluft-Beaufschlagung

## Arbeitsschritte beim Schildvortrieb
Beim Schildvortrieb unterscheidet man in teilflächigen und vollflächigen Abbau. Beim teilflächigen Abbau kommen Schneidarme zum Einsatz, ähnlich denen bei Teilschnittmaschinen. Beim vollflächigen Abbau arbeitet man mit einem rotierenden Schneidrad wie bei Tunnelbohrmaschinen, siehe Abschnitt „Arbeitsschritte beim Tunnelvortrieb“.
Die Arbeitsabfolgen werden in dem Kurzfilm Tunnelbohrmaschine auf der Webseite der AlpTransit Gotthard AG dargestellt.

## Bekannte Projekte
Auswahl, weitere Beispiele s. Hauptartikel Tunnelbohrmaschine
- City-Tunnel Leipzig (Bahnverbindung – S-Bahn und Fernverkehr)
- Finnetunnel (Neubaustrecke Erfurt – Halle/Leipzig) (Deutschland)
- TRUDE (Autobahn A7, vierte Elbtunnelröhre, Hamburg)
- Wienerwaldtunnel (Eisenbahnverbindung, Österreich)